# 福岡県道556号谷荒戸線
福岡県道556号谷荒戸線（ふくおかけんどう556ごう たにあらとせん）は、福岡県福岡市中央区を通る一般県道である。

## 概要
西公園と大濠公園を連絡する道路で、おもに福岡市中央区荒戸二丁目と三丁目の境目にある。
路線名称に谷荒戸線と六本松周辺の地名「谷」を冠しているが、実際には大濠公園入口までしか続いていない。福岡屈指のオアシス 大濠公園と西公園を南北に連絡する道路である。
福岡県道としては福岡県道521号姪浜停車場線、福岡県道605号今宿停車場線とともに起点から終点の区間で他の国道や県道といっさい接続しない路線でもある。
2021年（令和3年）、愛称が「西公園さくら参道」となった。

道路の写真
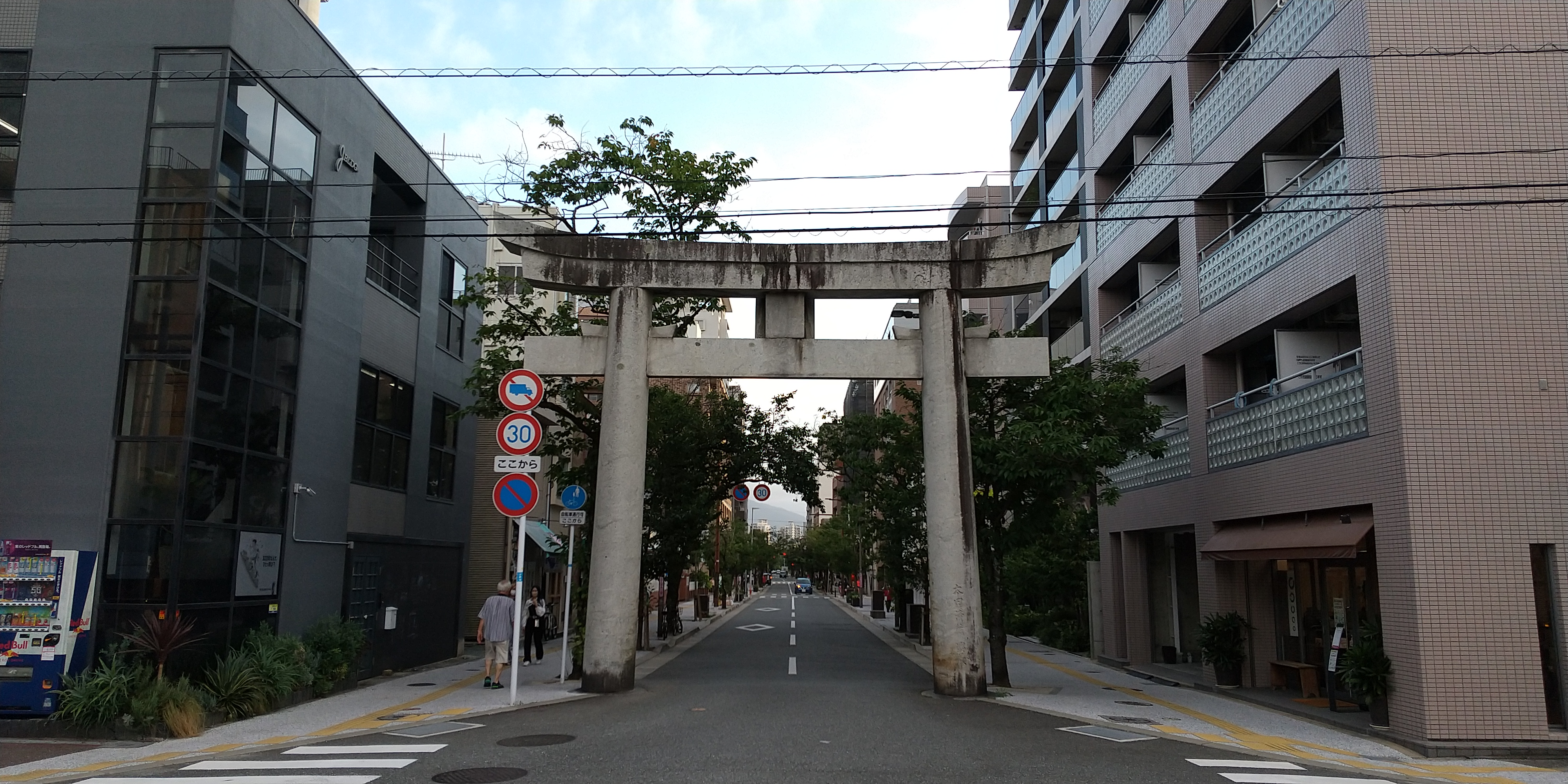
西公園より南の眺望

### 路線データ
- 起点：福岡市中央区荒戸三丁目（西公園入口交差点、福岡市道千代今宿線交点）
- 終点：福岡市中央区荒戸三丁目（福岡市道荒戸1214号線・福岡市道荒戸1216号線交点）
- 総延長：465.41 m[1]

## 地理

### 通過する自治体
- 福岡市（中央区）

### 交差する道路
接続する主な道路は次の通り。
| 交差する道路                              | 交差する場所 | 交差する場所            |
| ----------------------------------------- | ------------ | ----------------------- |
| 福岡市道千代今宿線 / 明治通り             | 荒戸三丁目   | 西公園入口交差点 / 起点 |
| 福岡市道千鳥橋唐人町線 / 那の津通り       | 荒戸三丁目   | 西公園下交差点          |
| 福岡市道荒戸1214号線 福岡市道荒戸1216号線 | 荒戸三丁目   | 終点                    |

### 沿線
- 光雲神社
- 西公園
- 福岡教育大学附属福岡小学校・福岡教育大学附属福岡中学校
- 福岡美容専門学校
- 厚徳会大日保育園
- 汀（みぎわ）幼稚園
- 日本バプテスト福岡基督教会
- 福岡大学附属若葉高等学校
- 天理教福岡教務支庁
- 大濠公園